# Volley Corigliano
Volley Città di Corigliano – włoski, męski klub siatkarski powstały w 2004 roku w Corigliano. W 2007 roku klub awansował do Serie A1 - najwyższej klasy rozgrywek ligowych w siatkówce we Włoszech. Od sezonu 2008/2009 Corigliano występuje w Serie A2.

## Informacje ogólne
- Prezydent klubu - Vincenzo Policastri
- Trener klubu - Alberto Giuliani
- Asystent trenera - Francesco Cadeddu
- Oficjalna strona klubu - www.volleycorigliano

## Skład zespołu w sezonie 2007-2008
- 1.  Manuele Ravellino
- 5.  Antonio Corvetta
- 7.  Andrea Giovi
- 8.  Matias Raymaekers
- 10. Marko Podraščanin
- 11. Toni Kovacević
- 12. Francesco Biribanti
- 13. Massimo Colaci
- 14. Goran Marić
- 15. Cosimo Gallotta
- 16. Luca Lo Re